# 华沙大行动
华沙大行动（德語：Großaktion Warschau）是納粹德國针对华沙隔都犹太人的驱逐和大规模屠杀行动的代号，开始于1942年7月22日。大行动期间，犹太人在每天的围捕中受到恐吓，在隔都中游街至集合点车站广场集合。他们将要面临被纳粹委婉地称作“迁居东方”的行程。犹太人们被送上拥挤不堪的大屠杀列车，前往特雷布林卡的灭绝营。
从华沙到特雷布林卡处死的犹太人运输高峰出现在1942年的犹太节日圣殿被毁日（7月23日）到贖罪日（9月21日）期间。特雷布林卡的杀戮中心在几周前刚刚在华沙80公里外建成，专门为最终解决方案而建。特雷布林卡配备有伪装成淋浴间的毒气室，从而方便处理成批运来的人。由党卫队旅队长奥迪洛·格洛博奇尼克领导的运动（代号“莱茵哈德行动”）是德占波兰境内的犹太人大屠杀的关键部分。

## 历史
华沙隔都是二战期间整个德占欧洲最大的隔都，超过40万犹太人挤在1.3平方公里的区域内，每间房平均多达7.2人。纳粹警察将隔都囚犯驱逐到特雷布林卡的行动大多通过列车实行，每辆列车上的受害者多达7,000人。每天有两班人满为患的箱式车列车从集合点发车，第一班在清晨，第二班在下午。灭绝营在1942年7月23日至9月21日期间接收了大多数受害者。“大行动”由华沙地区党卫队与警察领袖（1941年起）费迪南德·冯·萨莫恩-弗兰肯内格指挥。
隔都生活的转折点发生在1942年4月18日，以党卫队的新一轮大规模处决为标志。
在那天之前，无论生活有多困难，隔都的居民都觉得他们的日常生活，他们生存的根基，是建立在一个稳定而持久的基础上..... 4月18日，隔都生活的根基开始从人们的脚下移开..... 此时大家都明白，隔都要被清理了；但还没有人意识到，隔都的所有人都注定要去死。— 马雷克·埃德尔曼

## 驱逐
1942年7月19日，党卫队全国领袖海因里希·希姆莱命令波蘭總督府党卫队司令弗里德里希-威廉·克吕格尔“在1942年12月31日之前重新安置总督府的所有犹太人”。三天后的1942年7月22日，以 “重新安置专员”赫尔曼·赫夫勒（党卫队二级突击队大队长）为首的德国党卫队召集隔都犹太人委员会，将 “迁居东方”的事宜告知委员会领导人亞當·塞尼亞科夫。塞尼亞科夫了解计划后自杀身亡，其职位由马克·利希滕鲍姆（Marc Lichtenbaum）继任。隔都的居民并不了解“迁移”的实情。居民们直到1942年年底才明确了解，由负责管理他们的猶太區警察监督的这一驱逐行动，并不是为了迁居，而是为了送往特雷布林卡灭绝营。

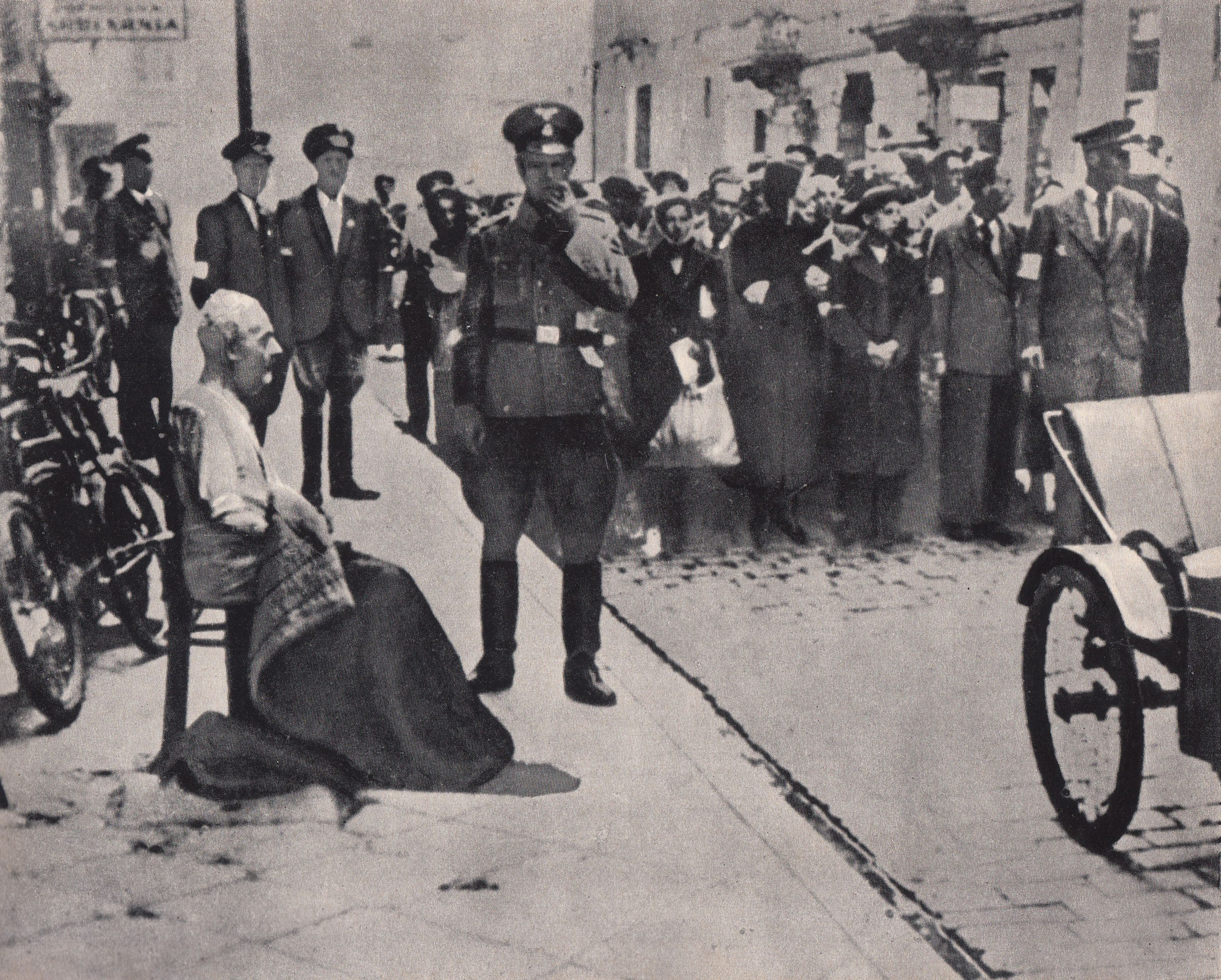
1942年的“大行动”期间即将被送往灭绝营的犹太人。

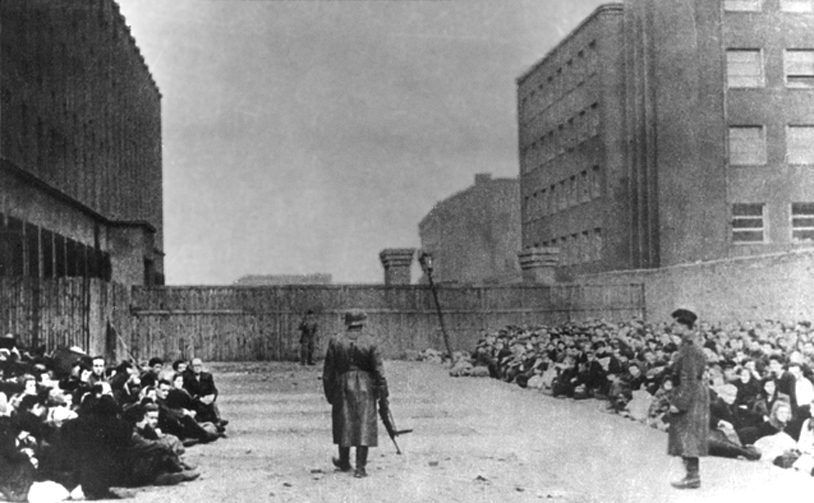
即将被遣送的犹太人在集合点 (犹太区)的围栏中等待。

1942年夏季的两个月内，约有25.4万 - 26.5万关押在隔都的男女老幼被送往特雷布林卡处决。大行动期间骇人的犹太居民死亡人数令其他行动望尘莫及：华沙隔都在第二年春天爆发起义并遭到清场，死亡人数达到5万，却仅为“大行动”死亡人数的五分之一。可以说华沙的犹太人口并非毁于最后的清场过程；与之相比，前一年夏天的灭绝行动的作用更为主要。
向特雷布林卡运输犹太人的列车不间断地运行了近两个月。一节牲畜车厢装载100人，每天运送5,000至6,000人，包括医院的病人和孤儿院的儿童。1942年8月，著名的教育家雅努什·科扎克和孤儿们一同被遣送。他的波兰朋友和崇拜者为他提供了逃生的机会，但他选择和自己倾注心血的孩子们走向相同的命运。到达特雷布林卡后，脱光衣服的受害者们被送入伪装成淋浴间的毒气室处死。一开始共有10间毒气室，每间处死200人，用一氧化碳作为毒气。1942年9月，新的毒气室落成，可以在2小时内杀死多达三千人。灭绝营区域禁止平民接近。
隔都的悲惨结局是无法改变的，但假如有一个更强大的领导人带领，通向结局的道路可能会有所不同。毫无疑问，如果华沙隔都起义发生在1942年8月至9月，也就是还有30万犹太人的时候，德国人无疑会付出更大的代价。— 大卫·J·兰道
剩余的犹太人中，有很多人决定参加战斗，其中有很多人得到了波兰地下组织的帮助。犹太战斗组织（波蘭語：ŻOB、希伯來語：‎）成立于1942年10月，负责抵抗未来的驱逐行动。组织由24岁的莫德哈伊·阿涅萊維奇领导。与此同时，波兰家乡军开始向隔都走私武器、弹药和补给，为将来的起义做准备。冯·萨莫恩-弗兰肯内格于1943年4月17日卸任，由党卫队和警察领袖 尤尔根·施特罗普接任。施特罗普的上任是由于冯·萨莫恩-弗兰肯内格对隔都地下组织的进攻失利。
1943年4月24日，“大行动”负责人冯·萨莫恩-弗兰肯内格因无能而被希姆莱送上军事法庭，并被派遣到克罗地亚，死于游击队的伏击。尤尔根·施特罗普因其 “杀戮迅速”（阿尔弗雷德·约德尔语）被德意志國防軍最高统帅威廉·凱特爾元帅授予一级铁十字勋章，战后被美国人判处死刑。他并未被美方处决，而是被移交给波兰当局再审判。在波兰他再度被判死刑，于1951年9月8日在自己的犯罪现场处决。

## 事件时间线
| 华沙大行动时间线 | 华沙大行动时间线 |
| ---------------- | --- |
| 1942年7月22日    | 德国人与穿着党卫队制服的乌克兰和拉脱维亚卫兵包围隔都围墙                                                                                              |
| 7月23日          | 亚当·塞尼亚科夫获悉每天会遣送六千名犹太人，随即自杀                                                                                                   |
| 7月23日          | 特雷布林卡灭绝营对犹太人的大规模毒气处决开始 |
| 8月6日           | 由于德国人的的赠粮，一天之内有1.5万名犹太人从隔都被驱逐到特雷布林卡。人们为了得到面包而排队好几天，等待遣送。每天两次的运输不能适应运输全部人的需求。 |
| 8月13日-27日     | 53,750名华沙犹太人在15天内被送往特雷布林卡 |
| 9月6日-7日       | 纳粹在隔都街头杀死了超过1000人 |
| 9月6日至21日     | 行动的最后两周有4.8万名华沙犹太人被驱逐至灭绝营 |
| 9月21日          | 最后一批2,196名受害者被送往特雷布林卡。其中包括参与驱逐的犹太警察及其家属。                                                                           |
| 9月30日          | 困在隔都的犹太人开始建造碉堡自卫 |

## 脚注
注解
1. ↑  广为人知的氰化物毒气（齊克隆B）是后来才在奥斯威辛集中营引入的。

参考文献
1. 1 2  Holocaust Encyclopedia.  (Internet Archive). United States Holocaust Memorial Museum. 2013-06-10  [2014-08-12]. （原始内容存档于2012-06-05）. Deportations from Theresienstadt and Bulgarian-occupied territory among others.
2. 1 2  Shapiro, Robert Moses. . KTAV Publishing House, Inc. 1999: 35  [2020-05-04]. ISBN 978-0-88125-630-7. （原始内容存档于2020-08-02）. ... the so-called Gross Aktion of July to September 1942... 300,000 Jews murdered by bullet of gas
3. 1 2  Urynowicz, Marcin.  [Gross Aktion – Annihilation of Warsaw Ghetto] (PDF). Institute of National Remembrance (IPN).   [2020-05-04]. （原始内容 (PDF)存档于2021-11-04） （波兰语）.
4. 1 2  Kopówka, Edward; Rytel-Andrianik, Paweł,  [Monograph, chapt. 3: Treblinka II Death Camp] (PDF), Dam im imię na wieki [I will give them an everlasting name. Isaiah 56:5] (Drohiczyńskie Towarzystwo Naukowe [The Drohiczyn Scientific Society]), 2011  [2013-09-09], ISBN 978-83-7257-496-1, （原始内容 (PDF file, direct download 20.2 MB)存档于2014-10-10） （波兰语）, with list of Catholic rescuers of Jews（英语：Polish Righteous among the Nations） imprisoned at Treblinka, selected testimonies, bibliography, alphabetical indexes, photographs, English language summaries, and forewords by Holocaust scholars.
5. ↑  . www.ushmm.org.   [2020-05-04]. （原始内容存档于2010-03-16）.
6. ↑   (PDF). Yad Vashem.   [2020-05-04]. （原始内容存档 (PDF)于2014-01-23）. Shoah Resource Center, The International School for Holocaust Studies. See: "Aktion Reinhard" named after Reinhard Heydrich, the main organizer of the "Final Solution"; also, Treblinka, 50 miles northeast of Warsaw, set up June/July 1942.
7. ↑  Barbara Engelking（英语：Barbara Engelking）; Warsaw Ghetto Internet Database （页面存档备份，存于） hosted by Polish Center for Holocaust Research （页面存档备份，存于） The Fund for support of Jewish Institutions or Projects, 2006.
8. ↑  Barbara Engelking, Warsaw Ghetto Calendar of Events: July 1942 （页面存档备份，存于） Timeline. See: 22 July 1942 — the beginning of the great deportation action in the Warsaw ghetto; transports leave from Umschlagplatz（英语：Umschlagplatz） for Treblinka. Publisher: Centrum Badań nad Zagładą Żydów IFiS PAN, Warsaw Ghetto Internet Database （页面存档备份，存于） 2006.
9. ↑  . Jewish Virtual Library. 1946-02-24  [2020-05-04]. （原始内容存档于2016-10-24）.
10. 1 2 3 4  Edelman, Marek. . The Warsaw Ghetto: The 45th Anniversary of the Uprising. Interpress Publishers.   [2020-05-04]. （原始内容存档于2009-11-25）.
11. ↑  Longerich, Peter. . OUP Oxford. 2012: 573  [2020-05-04]. ISBN 978-0-19-959232-6. （原始内容存档于2020-08-02）.
12. ↑  Gutman, Israel. . Houghton Mifflin Harcourt. 1994: 200  [2020-05-04]. ISBN 0-395-90130-8. （原始内容存档于2020-08-03）.
13. ↑  . nited States Holocaust Memorial Museum.   [2013-03-06]. （原始内容存档于2018-06-13）.
14. ↑   (PDF file, direct download 75.2 KB). Yad Vashem.   [2013-03-06]. （原始内容存档 (PDF)于2017-12-03）.
15. ↑  Lifton, Betty Jean. . New York: St. Martin's Griffin. 1997  [2020-05-04]. ISBN 0-312-15560-3. OCLC 36407693. （原始内容存档于2016-03-07）.
16. ↑  . fcit.coedu.usf.edu.   [2020-05-04]. （原始内容存档于2015-03-09）.
17. ↑  Treblinka — ein Todeslager der "Aktion Reinhard", in: "Aktion Reinhard" — Die Vernichtung der Juden im Generalgouvernement, Bogdan Musial（英语：Bogdan Musial） (ed.), Osnabrück 2004, pp. 257–281.
18. ↑  Court of Assizes in Düsseldorf, Germany. Excerpts From Judgments (Urteilsbegründung). AZ-LG Düsseldorf: II 931638.
19. ↑  . The Nizkor Project, 1991–2008. 2012-02-24  [2020-05-04]. （原始内容存档于2012-02-24）.
20. ↑  {{cite book | last=Landau | first=David | title=Caged : a story of Jewish resistance | publisher=Pan Macmillan Australia | publication-place=Sydney | year=2000 | isbn=0-7329-1063-3 | oclc=49276431}
21. ↑  . www.jewishvirtuallibrary.org.   [2020-05-04]. （原始内容存档于2016-11-23）.
22. ↑  . www.ushmm.org.   [2020-05-04]. （原始内容存档于2010-02-12）.
23. ↑  Arens, Moshe. . The Jerusalem Post. May 2003  [2020-05-04]. （原始内容存档于2006-05-26）.
24. ↑  . Jewish Virtual Library. 2020-04-17  [2020-05-04]. （原始内容存档于2016-08-21）.
25. ↑  . Jewish Virtual Library. 2020-04-17  [2020-05-04]. （原始内容存档于2016-10-21）. Source: Danny Dor (Ed.), Brave and Desperate. Israel Ghetto Fighters, 2003, p. 166.
26. ↑  Gutman, Israel. . Houghton Mifflin Harcourt. 1994: 203  [2020-05-04]. ISBN 0-395-90130-8. （原始内容存档于2020-08-02）.
27. ↑  . Jewish Virtual Library. 2020-04-17  [2020-05-04]. （原始内容存档于2016-12-02）. Source: Holocaust Memorial Center
28. ↑  Arad, Yitzhak. . Indiana University Press. 1999: 97  [2020-05-04]. ISBN 978-0-253-21305-1. （原始内容存档于2020-08-02）.